# Vadi El Hudi
Vadi el-Hudi je suho rečno korito v Vzhodni puščavi v Gornjem Egiptu, kjer so bili staroveški rudniki  ametista. V Egiptu je bil ametist izredno cenjen poldrag kamen. Vadi El Hudi ima zaradi številnih skalnih napisov in stel, predvsem iz Srednjega kraljestva, tudi velik arheološki pomen. Vadi se konča v dolini Nila nekaj kilometrov severno od Asuana. Orientiran je v smeri sever-jug.  Rudniki ametista so bili približno 20 km jugovzhodno od Asuana.
Najstarejši datirani napisi v Vadi El Hudiju pripadajo faraonu Mentuhotepu IV. iz Enajste dinastije, ki je vladal okoli leta 2000 pr. n. št. Pet besedil, datiranih v prvo leto njegovega vladanja, jasno poroča, da je cilj odprave pridobivanje ametista. Drugi napisi so iz obdobja faraona Senusreta I. iz Dvanajste dinastije. Eden od njih omenja vezirja Intefikerja, drugi pa velikega spremljevalca Hora. Na napisih so dokazane tudi  odprave faraonov Amenemheta II., Senusreta III. in Amenemheta III. iz Dvanajste dinastije.  Zadnji faraon iz Dvanajste dinastije, ki je poslal odpravo v Vadi El Hudi, je bil Amenemhet IV. Nekaj napisov dokazuje tudi od odpravo v šestem letu vladavine faraona Sobekhotepa IV. iz Trinajste dinastije.  Na napisih je pogosto omenjena boginja Hator – gospa ametista.
V drugih obdobjih egipčanske zgodovine in v rimskem obdobju so v Vadi El Hudiju rudarili tudi  druge dobrine, vključno z zlatom.
Arheološke in epigrafske raziskave v Vadi El Hudiju so se nadaljevale leta 2104. Vodila jih je Kate Liszka s podporo Princeton University in  California State University, San Bernardino.